# Dobrzany (Basse-Silésie)
Pour les articles homonymes, voir Dobrzany (homonymie).
Dobrzany est une localité polonaise de la gmina de Wądroże Wielkie, située dans le powiat de Jawor en voïvodie de Basse-Silésie.